# (400358) 2007 VN161
(400358) 2007 VN161 es un asteroide perteneciente al cinturón de asteroides descubierto el 5 de noviembre de 2007 por el equipo del Spacewatch desde el Observatorio Nacional de Kitt Peak, Arizona, Estados Unidos.

## Designación y nombre
Designado provisionalmente como 2007 VN161.

## Características orbitales
2007 VN161 está situado a una distancia media del Sol de 2,562 ua, pudiendo alejarse hasta 2,995 ua y acercarse hasta 2,128 ua. Su excentricidad es 0,169 y la inclinación orbital 12,77 grados. Emplea 1498,03 días en completar una órbita alrededor del Sol.

## Características físicas
La magnitud absoluta de 2007 VN161 es 16,7. 